# Иоганн Вильгельм Саксен-Альтенбургский
Иоганн Вильгельм Саксен-Альтенбургский (нем. Johann Wilhelm von Sachsen-Altenburg, 13 апреля 1600 — 2 декабря 1632) — представитель Эрнестинской линии Веттинов.

## Биография
Иоганн Вильгельм — четвёртый ребёнок в семье саксен-веймарского герцога Фридриха Вильгельма I и его второй супруги Анны Марии Пфальц-Нейбургской.
Вскоре после смерти отца наследственные владения были разделены между братом Фридриха Вильгельма I Иоганном и сыновьями покойного; последним досталась часть герцогства с Альтенбургом, ставшее самостоятельным герцогством Саксен-Альтенбург. Опекуном детей стал саксонский курфюрст Кристиан II, а после его смерти — его младший брат и новый курфюрст Иоганн-Георг I. В 1618 году старший из сыновей — Иоганн-Филипп Саксен-Альтенбургский — был объявлен совершеннолетним, и стал править герцогством самостоятельно. Младшие братья решили, что по достижении совершеннолетия они позволят Иоганну-Филиппу править в одиночку в обмен на особые условия для них с его стороны.
Иоганн Вильгельм отправился на службу к курфюрсту Иоганну-Георгу I и воевал на его стороне во время Тридцатилетней войны, стал полковником. В 1632 году он умер от лихорадки в лагере под Бжегом, и был похоронен в дрезденской церкви Святой Софии.